# ExpressJet Airlines

Прежний логотип

ExpressJet Airlines, Inc., действующая как ExpressJet Airlines (NYSE: XJT) — региональная авиакомпания Соединённых Штатов Америки со штаб-квартирами в Колледж-Парке (Джорджия) и Хьюстоне (Техас), США.
ExpressJet Airlines работает в партнёрском соглашении с магистральной авиакомпанией Continental Airlines, выполняя рейсы под торговой маркой (бренд) региональных перевозок Continental Express. В качестве главных узловых аэропортов авиакомпания использует Международный аэропорт Кливленда Хопкинс (Огайо), Международный аэропорт Ньюарк Либерти (Нью-Джерси) и Аэропорт Хьюстон Интерконтинентал (Техас). Учебный центр ExpressJet Airlines находится в аэропорту Хьюстона.
Ранее авиакомпания использовала Международный аэропорт Онтарио (Калифорния) в качестве собственного регионального хаба, однако прекратила его эксплуатацию 2 сентября 2008 года.
В апреле 2008 года авиационный холдинг SkyWest, Inc. вышел с предложением о приобретении авиакомпании ExpressJet Airlines, намереваясь выкупить пакет акций перевозчика по цене в 3,5 доллара США за штуку. Руководство управляющего холдинга ExpressJet Holdings Inc. отклонило данное предложение, мотивировав свой отказ единогласным решением специально созданной комиссии холдинга по оценке его финансового состояния. SkyWest, Inc. отозвал своё предложение и в начале июня 2008 года ExpressJet Airlines и Continental Airlines подписали новое код-шеринговое соглашение о партнёрстве на семилетний срок.
По состоянию на начало 2009 года ExpressJet Airlines находилась на 14-м месте среди всех авиакомпаний мира по количеству самолётов, количество которых составило 244 единицы.

## История
Авиакомпания ExpressJet Airlines была основана в 1986 году и начала коммерческие перевозки в следующем году. Практически сразу же после начала операционной деятельности авиакомпания была приобретена Continental Airlines вместе с четырьмя другими региональными перевозчиками: Provincetown-Boston Airlines из Хайанниса (Массачусетс), Bar Harbor Airlines из Бангора (Мэн), Britt Airways из Терре-Хота (Индиана) и Rocky Mountain Airways из Денвера. Сертификат эксплуатанта Britt Airways перешёл в объединённую авиакомпанию Continental Express/ExpressJet, под данным сертификатом компания ExpressJet Airlines работает вплоть до настоящего времени.
В апреле 2002 года ExpressJet Airlines вновь становится независимой авиакомпанией под управлением созданного авиационного холдинга ExpressJet Holdings, Inc.
По состоянию на конец 2008 года в авиакомпании работает более 8000 человек. Помимо ExpressJet Airlines холдинг владеет компаниями American Composites LLC, Saltillo Jet Center и InTech Aerospace Services, которые вместе с другими, более мелкими филиалами, составляют дочернее подразделение холдинга ExpressJet Services, занимающееся техническим обслуживанием, ремонтом и капитальным ремонтом различных типов самолётов на всей территории Соединённых Штатов.

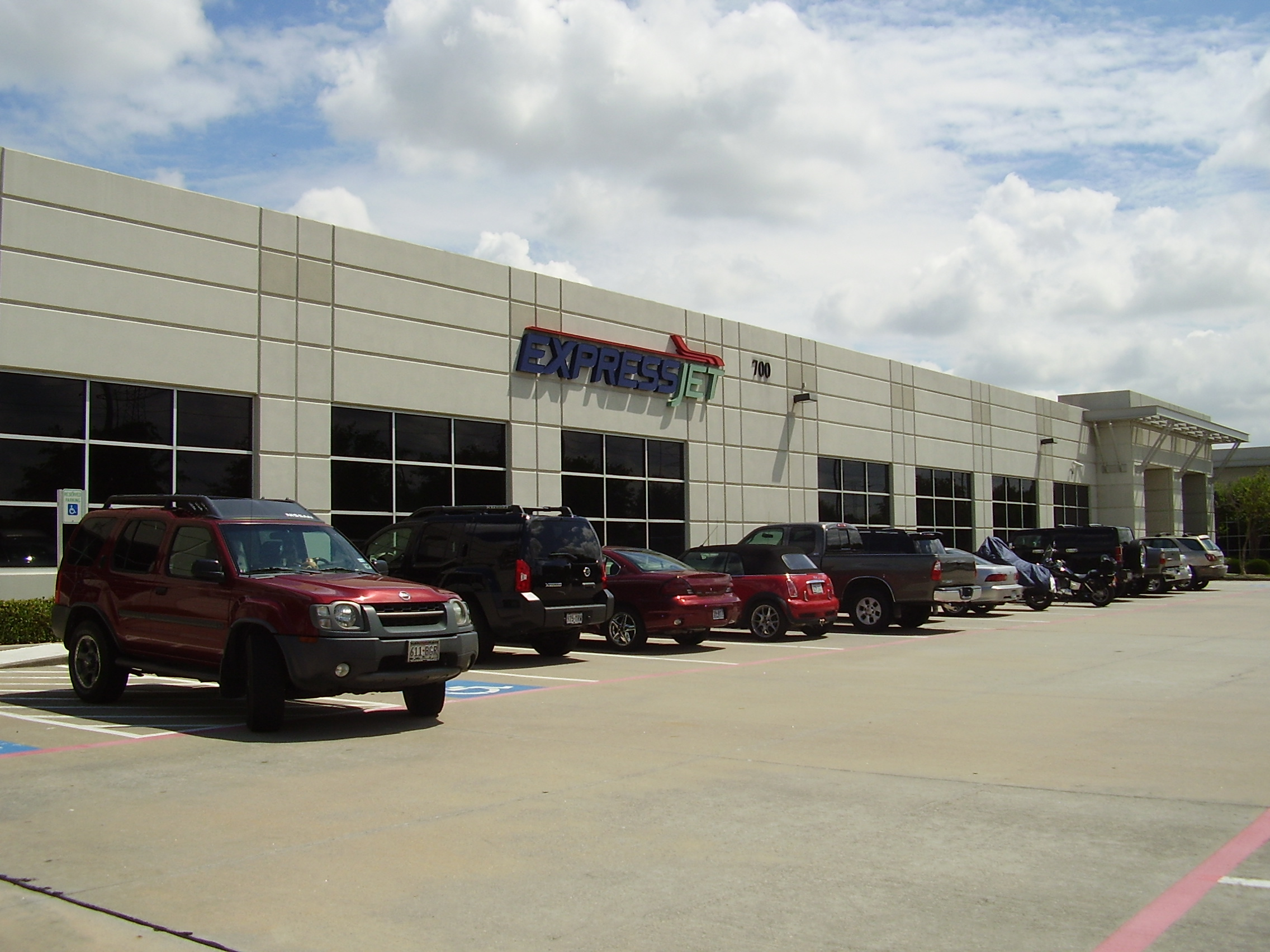
Штаб-квартира авиакомпании ExpressJet Airlines в Хьюстоне

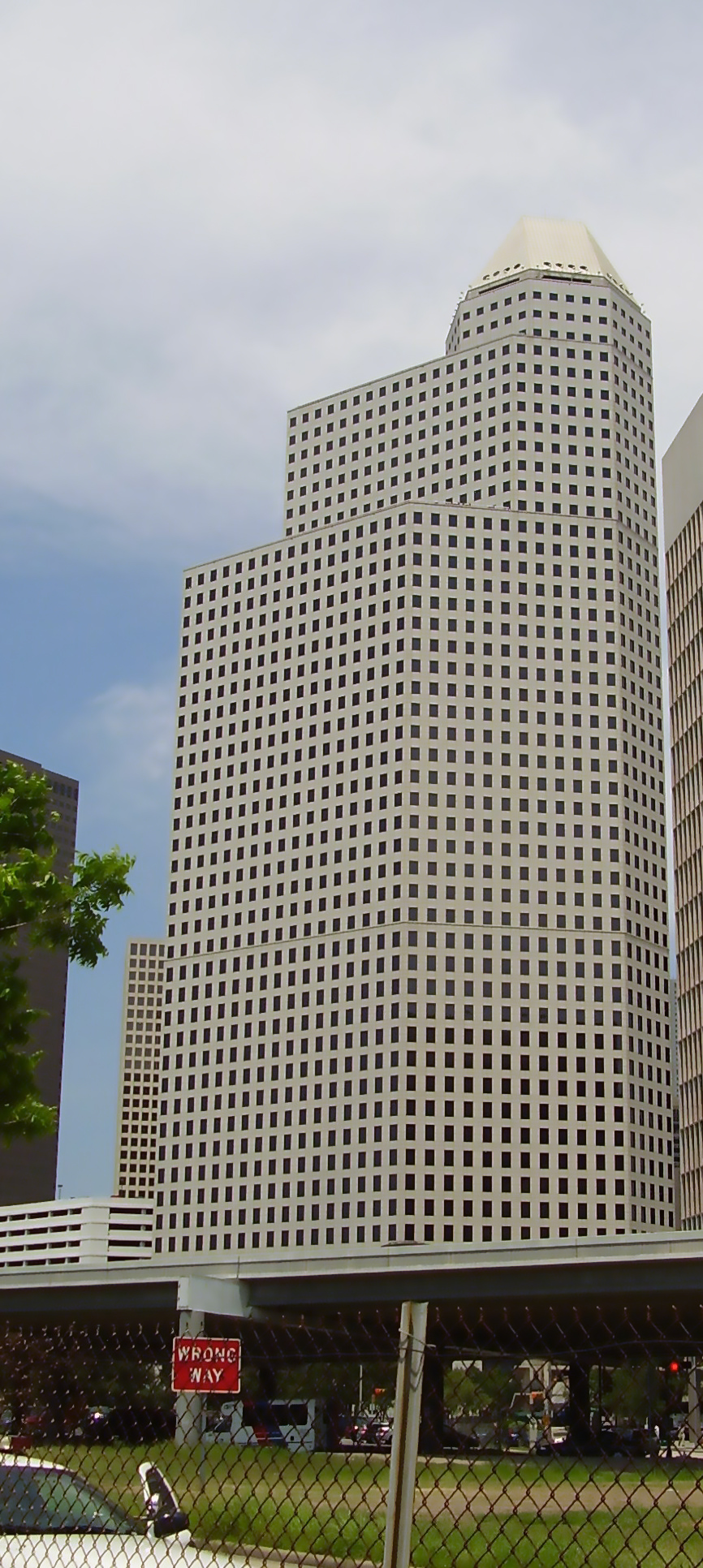
Здание «Continental Center I» штаб-квартиры авиакомпании Continental Airlines в Хьюстоне. Прежде в нём размещалась и штаб-квартира ExpressJet Airlines

В декабре 2005 года руководством Continental Airlines было принято решение о сокращении на 69 единиц количества эксплуатируемых под брендом Continental Express самолётов. По условиям код-шерингового соглашения ExpressJet Airlines могла либо вернуть данные лайнеры в Continental Airlines, либо арендовать их у Континентал по более высоким тарифам и распоряжаться ими до окончания срока аренда самостоятельно. ExpressJet Airlines выбрала второй вариант и с 31 декабря 2006 года приступила к выполнению чартерных рейсов по соглашению с компанией Corporate Aviation Division, а 5 февраля 2007 года авиакомпания анонсировала открытие регулярных маршрутов по 24 городам Западного побережья, Юго-Запада и Среднего Запада Соединённых Штатов.
Со 2 апреля 2007 года ExpressJet Airlines приступила к выполнению регулярных рейсов под собственной торговой маркой по всей территории страны, используя для этого 42 самолёта из воздушного флота авиакомпании. По словам генерального директора Джеймса Рима Международный аэропорт Онтарио (альтернативный Международному аэропорту Лос-Анджелеса) должен был стать «крупнейшим центром авиаперевозок» компании.
7 марта 2007 года бюджетный авиаперевозчик JetBlue Airways объявил о заключении соглашения, по которому четыре самолёта Embraer 145 ExpressJet Airlines будут работать на регулярных маршрутах JetBlue на период, пока её штатные самолёты Embraer 190 находятся на профилактическом обслуживании.
В июне 2007 года ExpressJet Airlines начала выполнение регулярных рейсов из Международного аэропорта Лос-Анджелес под брендом Delta Connection магистральной авиакомпании Delta Air Lines. По первоначальному соглашению в маршрутной сети работало 10 самолётов Embraer 145XR , в июле 2007 года их количество было увеличено до 18 лайнеров. В июле 2008 года код-шеринговый договор между ExpressJet Airlines и Delta Air Lines был расторгнут и рейсы под брендом Delta Connection были прекращены с 1 сентября 2008 года.

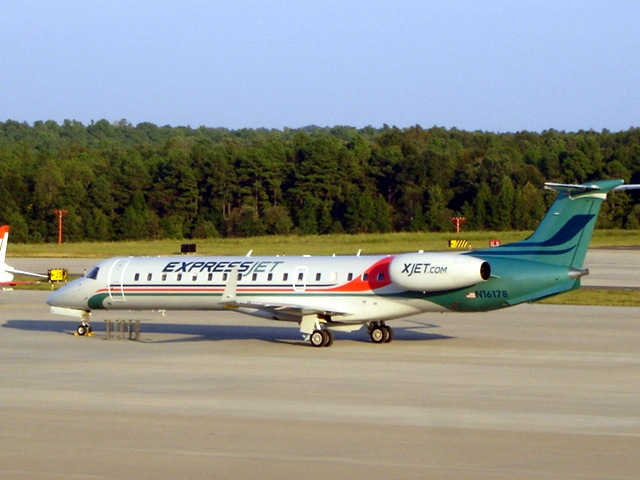
ExpressJet Embraer ERJ 145XR в Международном аэропорту Роли/Дарем

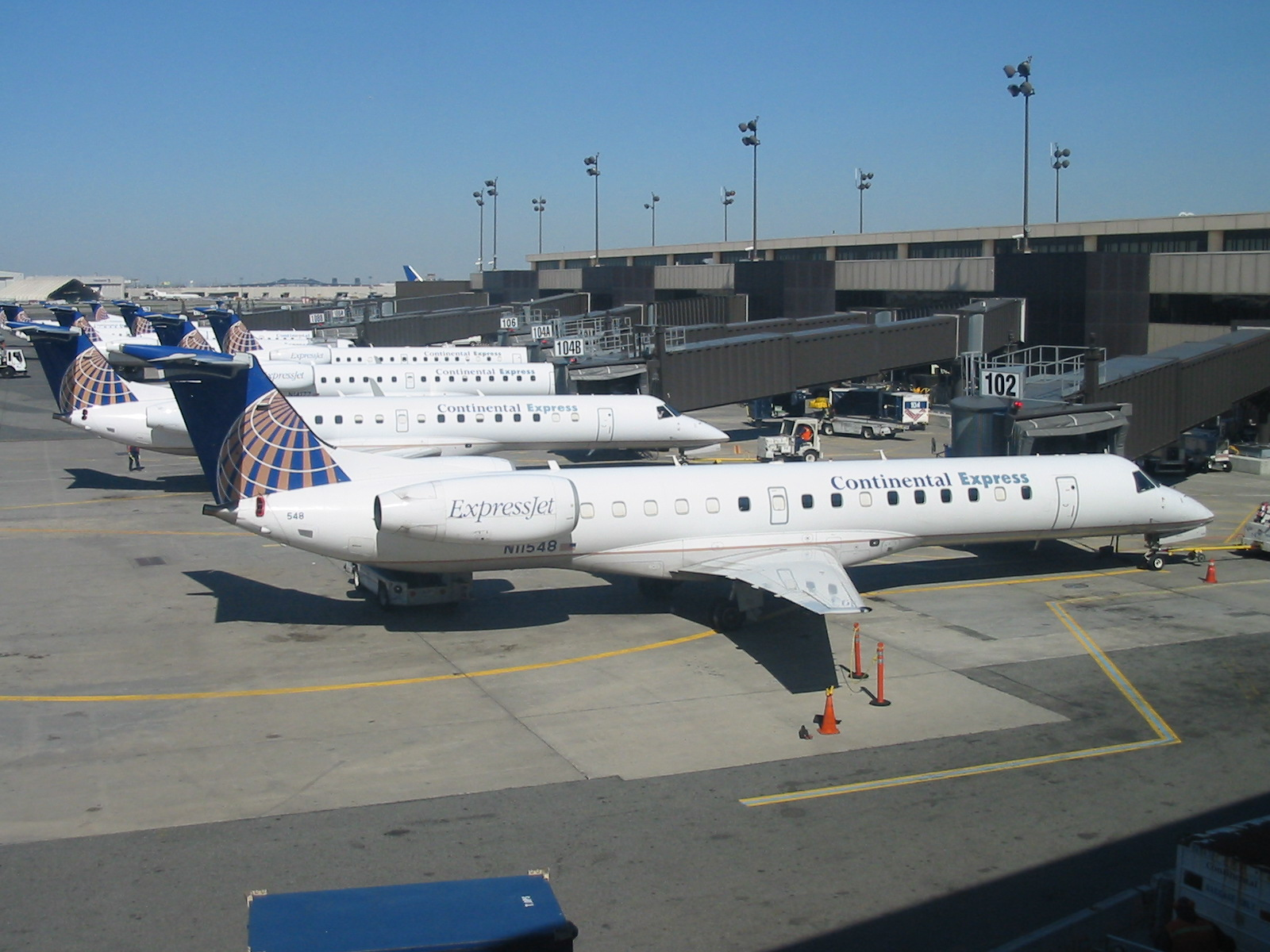
Embraer ERJ 145 крупнейшего эксплуатанта ERJ, авиакомпании ExpressJet Airlines в ливрее Continental Express

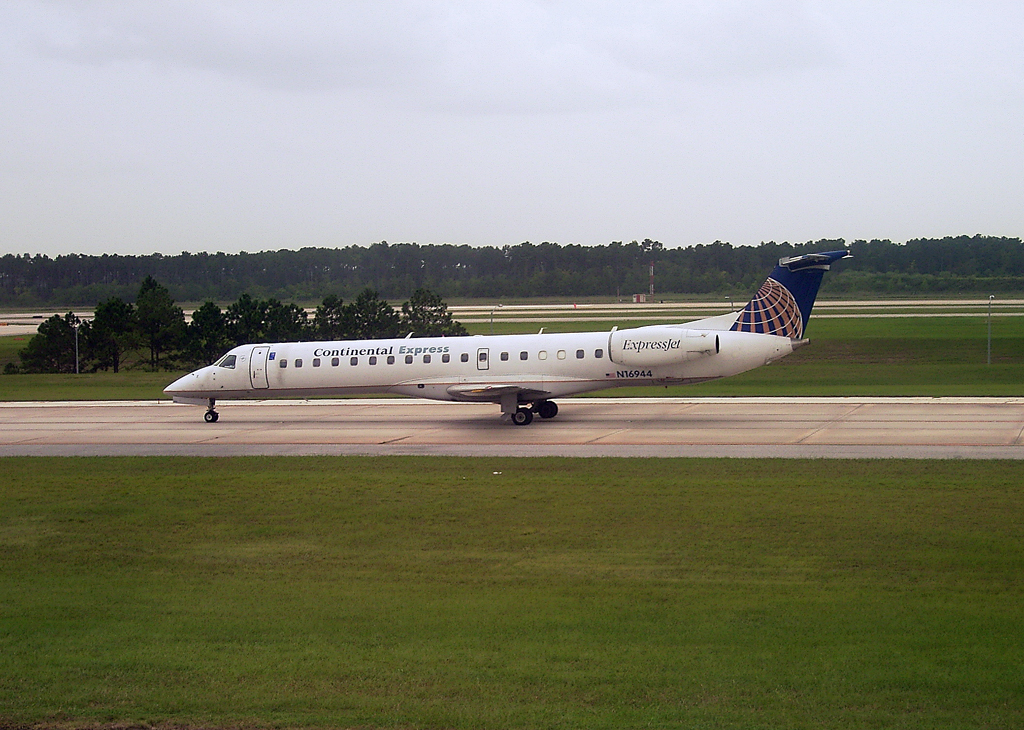
Embraer ERJ 145 ExpressJet Airlines в ливрее бренда Continental Express

В сентябре 2007 года ExpressJet Airlines согласилась обеспечивать полёты в маршрутной сети авиакомпании Frontier Airlines из Международного аэропорта Денвер на период оформления операционного сертификата дочерней авиакомпании Lynx Aviation, эксплуатирующей флот из турбовинтовых самолётов. ExpressJet Airlines выполняла рейсы на 50-местных самолётах ERJ 145 по пяти городам из хаба Frontier Airlines в Международном аэропорту Денвера, пока в декабре 2007 года Lynx Aviation не получила собственный сертификат эксплуатанта.
8 июля 2008 года, через несколько дней после объявления о расторжении партнёрского соглашения с авиакомпанией Delta Air Lines, ExpressJet Airlines заявила о прекращении со 2 сентября 2008 года всех полётов под собственной торговой маркой в связи с высокими ценами на авиационное топливо.

## Маршрутная сеть
Под собственным брендом авиакомпания ExpressJet Airlines выполняла регулярные рейсы по 20 аэропортам Соединённых Штатов Америки, 2 сентября 2008 года независимые перевозки под собственной торговой маркой были прекращены.

## Флот
По состоянию на март 2008 года авиакомпания ExpressJet Airlines эксплуатировала воздушный флот из 244 самолётов:
В марте 2009 года флот ExpressJet Airlines работал в следующем распределении:
- 30 самолётов — на чартерных рейсах в соглашении с компанией Corporate Aviation Division;
- 214 самолётов — под брендом Continental Express магистральной авиакомпании Continental Airlines.